# Geospatial Intelligence
Geospatial Intelligence (GEOINT; deutsch „raumbezogene Aufklärung“) ist ein neuer Zweig nachrichtendienstlicher Aufklärung.
Ziel der Aufklärung ist die Gewinnung von Nachrichten aus der Auswertung von Bildern und raumbezogenen Informationen (Geodaten) über Gegenstände und Ereignisse bezogen auf Raum und Zeit. Diese Definition umfasst nicht nur Produkte (Themenkarten, Lagebilder) und Dienstleistungen (Erstellung von Echtzeitüberblicken über Truppenbewegungen), sondern auch den Prozess der Analyse. GEOINT setzt sich aus mehreren Subdisziplinen zusammen:
- Bildanalyse als der Prozess der Nutzbarmachung von Bildern von Aufklärungsflugzeugen, Drohnen oder Satelliten zur Beschreibung der Aktivitäten und Vorgänge an einem vorgegebenen Platz an der Erdoberfläche.
- Geodatenanalyse, der Prozess des Sammelns und der Analyse von Informationen über geographische Gegenstände wie Hügel, Täler, Flüsse, Gebäude, Straßen oder Schulen sowie ihrer Beziehungen zur Erde oder anderen geographischen Objekten. Durch Nutzung von geographischen Informationssystemen (GIS) können Daten sortiert, untersucht, analysiert werden, Ergebnisse können gezeigt werden, Schlussfolgerungen können verdeutlicht werden, wie es ohne GI-Systeme nicht möglich war.
- Raumbezogene Informationen und Dienste: Die Kombination von präziser Beschreibung und genauer Verortung von natürlichen und menschengemachten geographischen Objekten auf der Erdoberfläche mit der Möglichkeit eine Vielzahl von Informationen über diese in die Darstellung zu integrieren und darzustellen.[1]

Spezielle Geheimdienste mit der Aufgabe Geospatial Intelligence sind:
- Die National Geospatial-Intelligence Agency der USA mit Programmen wie dem Geländemodell Digital Terrain Elevation Data und dem GEOnet Names Server,
- Australian Geospatial-Intelligence Organisation

In anderen Staaten mit fortgeschrittenen Nachrichtendiensten, vor allem von militärischen Nachrichtendiensten, wird diese spezifische Richtung der Aufklärung von besonderen Abteilungen oder internen Fachdiensten wahrgenommen.

## Kriegswissenschaft
Die Wichtigkeit geographischer Information betonte schon der Kriegswissenschaftler Carl von Clausewitz in seinem Werk Vom Kriege. Im Ersten Buch Über die Natur des Krieges geht er in dem 3. Kapitel Vom Kriegerischen Genius auf diese Fragen ein:
„... kommen wir jetzt zu einer Eigentümlichkeit der kriegerischen Tätigkeit, welche vielleicht als die stärkste betrachtet werden kann, wenn es auch nicht die wichtigste ist ...: Es ist die Beziehung, in welcher der Krieg zu Grund und Boden steht.“
„Diese Beziehung ist erstens ganz unausgesetzt vorhanden, so daß man sich einen kriegerischen Akt unserer gebildeten Heere gar nicht anders als in einem bestimmten Raum vorgehend denken kann; sie ist zweitens von der entscheidendsten Wichtigkeit, weil sie die Wirkungen aller Kräfte modifiziert, zuweilen total verändert; drittens führt sie auf der einen Seite oft zu den kleinsten Zügen der Örtlichkeit, während sie auf der anderen die weitesten Räume umfaßt. Auf diese Weise ist es, daß die Beziehung, welche der Krieg zu Gegend und Boden hat, seiner Tätigkeit eine hohe Eigentümlichkeit gibt.“
„Wenn wir an die anderen menschlichen Tätigkeiten denken, die eine Beziehung zu jenem Gegenstande haben, an Garten- und Landbau, an Häuser- und Wasserbauten, an Bergbau, an Jägerei und Forstbetrieb, so sind alle auf sehr mäßige Räume beschränkt, welche sie bald mit genügender Genauigkeit erforschen können. Der Führer im Kriege aber muß das Werk seiner Tätigkeit einem mitwirkenden Raume übergeben, den seine Augen nicht überblicken, den der regste Eifer nicht immer erforschen kann, und mit dem er bei dem beständigen Wechsel auch selten in eigentliche Bekanntschaft kommt. Zwar ist der Gegner im allgemeinen in demselben Fall; aber erstlich ist die gemeinschaftliche Schwierigkeit doch immer eine solche, und es wird der, welcher ihrer durch Talent und Übung Herr wird, einen großen Vorteil auf seiner Seite haben, zweitens findet diese Gleichheit der Schwierigkeit nur im allgemeinen statt, keineswegs in dem einzelnen Fall, wo gewöhnlich einer der beiden Kämpfenden (der Verteidiger) viel mehr von der Örtlichkeit weiß als der andere.“
„... Müssen der Husar und Jäger bei Führung einer Patrouille in Weg und Steg sich leicht finden, und bedarf es dafür immer nur weniger Kennzeichen einer beschränkten Auffassung und Vorstellungsgabe, so muß der Feldherr sich bis zu den allgemeinen geographischen Gegenständen einer Provinz und eines Landes erheben, den Zug der Straßen, Ströme und Gebirge immer lebhaft vor Augen haben, ohne darum den beschränkten Ortssinn entbehren zu können. Zwar sind ihm für die allgemeinen Gegenstände Nachrichten aller Art, Karten, Bücher, Memoiren, und für die Einzelheiten der Beistand seiner Umgebungen eine große Hilfe, aber gewiß ist es dennoch, daß ein großes Talent in schneller und klarer Auffassung der Gegend seinem ganzen Handeln einen leichteren und festeren Schritt verleiht, ihn vor einer gewissen inneren Unbehilflichkeit schützt und weniger abhängig von anderen macht.“
Der alte Text beschreibt gut von der taktischen Ebene bis zur strategischen Leitung eines Kriegstheaters die Bedeutung der genauen Kenntnis der Geographie bei der kriegerischen Auseinandersetzung und damit die seit jeher bestehende diesbezügliche Nachfrage an den Nachrichtendienst. Ist durch moderne Technik und Geographische-Informations-Systeme schon bei dieser Grundaufgabe eine umfassende und präzise Information möglich, die früher undenkbar war, so ergibt sich zusätzlich durch viele moderne Aufklärungssysteme (etwa Radarbilder von AWACS-Flugzeugen oder Informationen von Sensoren und Kameras von Drohnen oder auch zentral aufgeschaltete Sensoren von Kampfhubschraubern vor Ort) noch die Möglichkeit in dieses genaue geographische Bild zusätzlich die aktuelle Lage der feindlichen Einheiten und Kräfte einzusortieren.